# Kanton Nay-Est
Nay-Est is een voormalig kanton van het Franse departement Pyrénées-Atlantiques. Het kanton maakte deel uit van het arrondissement Pau. Het werd opgeheven bij decreet van 25 februari 2014, met uitwerking op 22 maart 2015. Met uitzondering van Nay zelf, zijn alle gemeenten opgenomen in het nieuwe kanton Vallées de l'Ousse et du Lagoin.

## Gemeenten
Het kanton Nay-Est omvatte de volgende gemeenten:
- Angaïs
- Baudreix
- Bénéjacq
- Beuste
- Boeil-Bezing
- Bordères
- Bordes
- Coarraze
- Igon
- Lagos
- Lestelle-Bétharram
- Mirepeix
- Montaut
- Nay (deels, hoofdplaats)
- Saint-Vincent